# Lgota Wielka (Petite-Pologne)
Pour les articles homonymes, voir Lgota Wielka.
Lgota Wielka est une localité polonaise de la gmina de Wolbrom, située dans le powiat d'Olkusz en voïvodie de Petite-Pologne.